# Henryk Teisseyre
Henryk Teisseyre (ur. 21 marca 1903 we Lwowie, zm. 29 października 1975 we Wrocławiu) – polski geolog, profesor. 

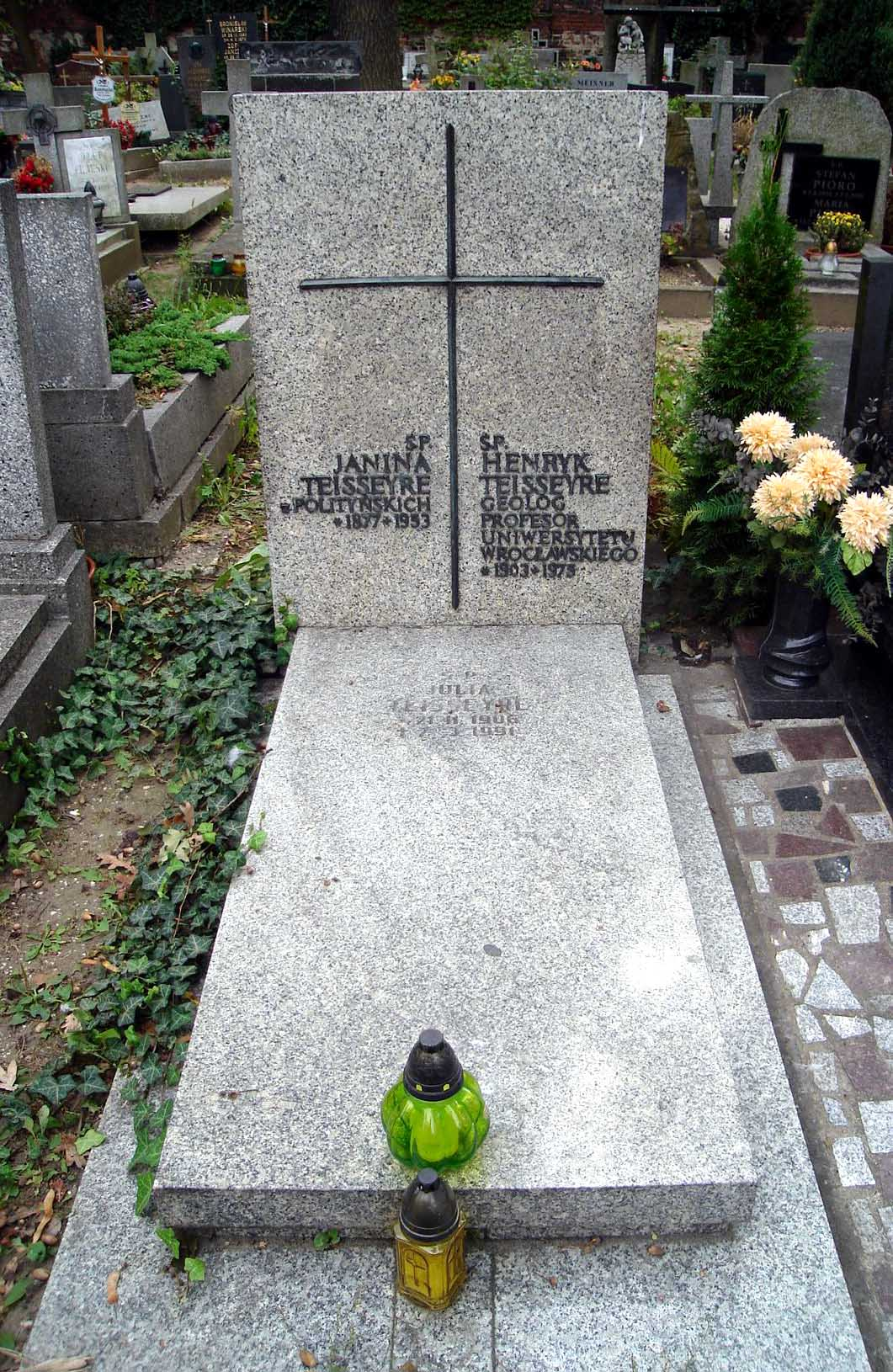
Grób Henryka Teisseyre na wrocławskim Cmentarzu Grabiszyńskim

## Życiorys
Był synem geologa Wawrzyńca Teisseyre'a, bratem Stanisława i Andrzeja. W 1929 ożenił się z Julią Sabatowską córką Antoniego Sabatowskiego lekarza profesora balneologii. Synami Henryka byli profesor Andrzej Karol Teisseyre i Juliusz Teisseyre. Szkołę średnią ukończył we Lwowie w 1922 i podjął nieukończone studia chemiczne na Politechnice Lwowskiej. Od 1925 studiował geografię i geologię na Uniwersytecie Jana Kazimierza we Lwowie pod kierunkiem Eugeniusza Romera. Zaliczył staż u szwajcarskiego profesora Luegona, współtwórcy płaszczowinowej teorii budowy Tatr i Alp.
Po magisterium, w latach 1928–1939 pracował w Karpatach Wschodnich i Środkowych jako geolog przedsiębiorstw i spółek naftowych, badając tektonikę tego pasma górskiego. Współpracował równocześnie z Państwowym Instytutem Geologicznym. Tytuł doktora w dziedzinie geografii uzyskał w 1928 na podstawie rozprawy „Powierzchnia szczytowa Karpat”, przygotowanej pod kierunkiem Romera. Habilitował się w 1936 na Uniwersytecie Jagiellońskim. Był członkiem Komisji Fizjograficznej Polskiej Akademii Umiejętności, Towarzystwa Naukowego we Lwowie i innych stowarzyszeń naukowych.
W pierwszych latach wojny wykładał geologię na Uniwersytecie Lwowskim. Do 1944 badał geologię Karpat, a pod koniec wojny zatrudniony był ponownie na tym uniwersytecie.
Na początku 1945 wyjechał ze Lwowa. Początkowo pracował w Węglówce koło Krosna jako geolog Instytutu Naftowego. Zaproszony przez Uniwersytet Poznański objął tam Katedrę Geologii. W 1946 przeniósł się do Szczawna-Zdroju. W tym samym roku został profesorem nadzwyczajnym geologii na Uniwersytecie Wrocławskim. W 1956 został profesorem zwyczajnym tej uczelni. W 1975 został doktorem honoris causa Uniwersytetu Wrocławskiego.
W 1949 zorganizował Oddział Dolnośląski Państwowego Instytutu Geologicznego, a w 1955 Pracownię Starych Struktur Polskiej Akademii Nauk we Wrocławiu. Kierował obydwoma jednostkami. W 1954 został członkiem korespondentem, a w 1970 członkiem rzeczywistym PAN.
Głównym tematem badawczym Henryka Teisseyra była tektonika Karpat, a po 1946 - Sudetów. Po raz pierwszy zastosował w badaniach Sudetów analizę strukturalną. Odkrył allochtonizm metamorfiku kaczawskiego i synorogeniczność depresji Świebodzic. Twórca tzw. wrocławskiej szkoły tektonicznej. Autor lub współautor pięciu arkuszy mapy geologicznej Sudetów w skali 1:25 000.
Promował kilkudziesięciu doktorów. Autor około 130 publikacji naukowych i ponad 100 opracowań archiwalnych.
Odznaczony był m.in. Krzyżem Kawalerskim (1954) i Krzyżem Oficerskim Orderu Odrodzenia Polski (1960). Był laureatem Nagrody I stopnia Ministra Nauki, Szkolnictwa Wyższego i Techniki (1972) oraz członkiem honorowym Polskiego Towarzystwa Geologicznego.
Imieniem Henryka Teisseyre nazwane jest Muzeum Geologiczne Uniwersytetu Wrocławskiego, a także dolnośląski oddział Państwowego Instytutu Geologicznego.

## Wybrane publikacje
- 1930, Budowa geologiczna fałdu Rypnego między Jasieniem a Dubszarą oraz kopalnie oleju skalnego w Rypnem i Słobodzie Dubańskiej. Sprawozdania Państwowego Instytutu Geologicznego, 5, str. 565-590, Warszawa.
- 1932, Die morphologischen Probleme der Ostpolnischen Subkarpaten. Bull. Intern. Acad. Pol. A, str. 412-423.
- 1932, Zarys budowy geologicznej Karpat Dukielskich, Spraw. PIG, str. 319-336, Warszawa.
- 1934, Mapa geologiczna siodła Słobody Rungurskiej 1: 25 000, Lwów.
- 1934, Podtortońska powierzchnia kredy w okolicach Lwowa, Spraw. PIG. 8, str. 29-35, Warszawa.
- 1936, Budowa geologiczna okolic Żabiego z mapą geologiczną 1: 50 000, Biul. Karpat. Inst. Geol. Naft. 28, str. 1-24.
- 1936, Materiały do znajomości osuwisk w niektórych okolicach Karpat i Podkarpacia. Rocznik Polskiego Towarzystwa Geologicznego, 12, str. 135-193, Kraków.
- 1937, Czwartorzęd na przedgórzu arkuszy Sambor i Dobromil. Rocz. Pol. Tow. Geol., 13, str. 31-81, Kraków.
- 1938, Niektóre zagadnienia z paleogeografii południowego Roztocza. Rocz. Pol. Tow. Geol., 14, str. 113-154, Kraków.
- 1938, (wspólnie z O. Wyszyńskim i J. Obtułowiczem), Mapa geologiczna przedgórza Karpat Pokuckich, arkusz Kuty. Lwów.
- 1939, Wyniki poszukiwań geologiczno-naftowych w okolicach Czerchawy i Spryni (arkusz Stary Sambor), Rocz. Pol. Tow. Geol., 15, str. 29-35, Kraków.
- 1952, Budowa geologiczna północnej okolicy Wałbrzycha. Biuletyn Instytutu Geologicznego, 62, str. 1-58, Warszawa.
- 1954, Mapa geologiczna północnej okolicy Wałbrzycha. Instytut Geologiczny, Warszawa.
- 1956, Depresja Świebodzic jako jednostka geologiczna, Biul. Inst. Geol., 106, str. 1-60, Warszawa.
- 1956, Sedymentacja górnego dewonu Pogorzały i Witoszowa (Sudety Środkowe). Acta Geologica Polonica, VI, str. 227-251.
- 1957, (wspólnie z Kazimierzem Smulikowskim i Józefem Obercem), Regionalna geologia Polski. Tom III, Sudety (z. 1), str. 1-300, Kraków.
- 1958, Sedymentacja, paleogeografia i tektonika karbonu dolnego w Sudetach Środkowych. Kwartalnik Geologiczny, 2, str. 576-591, Warszawa.
- 1960, (wspólnie z Alfredem Jahnem i K. Smulikowskim), Regionalna geologia Polski. Tom III, Sudety (z. 2), str. 301-438, Kraków.
- 1960, The principal structural features of the Sudetic Caledonides. XXI Intern. Geol. Congress. Copenhagen. Part XIX, str. 108-119.
- 1960, Karbon dolny Sudetów Środkowych. Annales Silesiae, 1, str. 411-452, Wrocław.
- 1963, Siodło Bolków-Wojcieszów jako charakterystyczny przykład struktury kaledońskiej w Sudetach Zachodnich. Prace Instytutu Geologicznego, XXX, str. 279-300, Warszawa.
- 1966, Szczegółowa mapa geologiczna Sudetów 1: 25 000, arkusz Świebodzice. Inst. Geol., Warszawa.
- 1968, Serie metamorficzne Sudetów. Geologia Sudetica, IV, str. 7-37.
- 1971, Zagadnienie analizy strukturalnej w Sudetach, jej cele i metodyka. Rocz. Pol. Tow. Geol., 41, str. 93-118, Kraków.
- 1972, Szczegółowa mapa geologiczna Sudetów 1: 25 000, arkusz Stare Bogaczowice. Inst. Geol., Warszawa.